# Calto
Calto es una localidad y comune italiana de la provincia de Rovigo, región de Véneto, con 838 habitantes.

## Evolución demográfica
| Gráfica de evolución demográfica de Calto entre 1861 y 2001 |
|                                                             |
| Fuente ISTAT - elaboración gráfica de Wikipedia             |